# Mucropetraliella laccadivensis
Mucropetraliella laccadivensis is een mosdiertjessoort uit de familie van de Petraliellidae. De wetenschappelijke naam van de soort is voor het eerst geldig gepubliceerd in 1921 door Robertson.